# Copa Desafío de Zambia
La Copa Desafío de Zambia o BP Top Eight Cup es un torneo eliminatorio de fútbol en Zambia. Se creó en 1962, jugada por los ocho mejores equipos de la liga.
Se llamó Copa Desafío de Rodesia del Norte antes de la independencia; posteriormente, sólo los equipos con todos los jugadores de raza blanca podían participar.  
También tuvo el nombre de Copa Desafío BAT (1962–68), Copa Desafío Shell (1969–1981) y Copa Desafío BP (desde 1982) como patrocinadores fuera del país.

## Campeones
- 1962: City of Lusaka
- 1963: City of Lusaka
- 1964: Rhokana United (Kitwe)
- 1965: Nchanga Rangers (Chingola) 5-2 (a.p.) City of Lusaka
- 1966: Rhokana United (Kitwe)
- 1967: Mufulira Wanderers
- 1968: Mufulira Wanderers
- 1969: Mufulira Wanderers
- 1970: Kabwe Warriors
- 1971: Kitwe United
- 1972: Kabwe Warriors
- 1973: Nchanga Rangers (Chingola)
- 1974: Roan United (Luanshya)
- 1975: Green Buffaloes FC (Lusaka)
- 1976: Nchanga Rangers (Chingola)
- 1977: Green Buffaloes FC (Lusaka)
- 1978: Mufulira Wanderers
- 1979: Green Buffaloes FC (Lusaka)
- 1980: Ndola United
- 1981: Green Buffaloes FC (Lusaka)
- 1982: Red Arrows FC (Lusaka)
- 1983: Roan United (Luanshya)
- 1984: Mufulira Wanderers
- 1985: Green Buffaloes FC (Lusaka)
- 1986: Mufulira Wanderers
- 1987: Zanaco (Lusaka)
- 1988: Zanaco (Lusaka)
- 1989: Kabwe Warriors
- 1990: Power Dynamos
- 1991: Kabwe Warriors
- 1992: Nkana FC (Kitwe)
- 1993: Nkana FC (Kitwe)
- 1994: Mufulira Wanderers
- 1995: Roan United (Luanshya)
- 1996: Mufulira Wanderers
- 1997: Mufulira Wanderers
- 1998: Nkana FC (Kitwe)
- 1999: Nkana FC (Kitwe)
- 2000: Nkana FC (Kitwe)
- 2001: Power Dynamos
- 2002: Kabwe Warriors
- 2003: Kabwe Warriors
- 2004: Kitwe United
- 2005: Kabwe Warriors
- 2006: Zanaco (Lusaka)
- 2007: Kabwe Warriors
- 2008: Lusaka Dynamos F.C.